# یواس‌اس نورث‌همپتون (سی‌ای-۲۶)
یواس‌اس نورث‌همپتون (سی‌ای-۲۶) (به انگلیسی: USS Northampton (CA-26)) یک کشتی بود که طول آن ۶۰۰ فوت ۳ اینچ (۱۸۲٫۹۶ متر) بود. این کشتی در سال ۱۹۲۹ ساخته شد.